# 科薩列韋
50°33′24″N 25°46′49″E / 50.55667°N 25.78028°E
科薩列韋（烏克蘭語：Косареве），是烏克蘭西北部的村莊，隸屬里夫內州的杜布諾區。該村面積5.8平方公里，海拔高度202米，2001年人口130，人口密度每平方公里22.4人。